# Szaba (Syria)
Szaba (arab. شبعا) – miasto w Syrii, w muhafazie Damaszek. W 2004 roku liczyło 13 446 mieszkańców.